# Machu Colca
Machu Colca, Machuqolqa o Machu Qollqa (del quechua machu viejo, anciano, qullqa, qulqa depósito) es un sitio arqueológico localizado en Perú. Se ubica en la región de Cusco, provincia de Urubamba, distrito de Huayllabamba. A pocos minutos de Chinchero. Machu Colca está a  3850 metros de altura, sobre la margen izquierda del Río Urubamba.
El sitio arqueológico está formado por 14 terrazas con edificios parciales. Se considera que se usó para el depósito y almacén de alimentos durante el incanato. En zonas aledañas están dispuestas numerosas tiendas de souvenirs y artesanía cusqueña. 
|                         |
| Terrazas de Machu Colca |

|                    |
| Canales y terrazas |

|                  |
| Vista panorámica |